# Brandon Walkin
Brandon Walkin (* 16. August 1994 in Brisbane, Queensland) ist ein australischer Tennisspieler.

## Karriere
Walkin spielte bis 2012 auf der ITF Junior Tour und konnte dort mit Rang 777 seine höchste Notierung in der Jugend-Rangliste erreichen.
Bei den Profis spielte Walkin von 2013 bis 2015 auf der drittklassigen ITF Future Tour ausschließlich in Australien, konnte dort aber keine Erfolge erzielen. Ab 2016 nahm er auch in anderen Ländern an Turnieren teil und konnte erste Punkte für die Weltrangliste sammeln. In Latrobe spielte er das erste Turnier auf der ATP Challenger Tour. Im Jahr 2017 stand Walkin in zwei Doppelfinals bei Futures und konnte sein erstes Turnier gewinnen. Nach zwei Jahren ohne Turnierteilnahmen feierte der Australier 2019 seinen Durchbruch im Doppel, als er acht Futurefinals erreichte und davon fünf gewann, während er im Einzel in ein Finale spielte. An der Seite von Calum Puttergill erreichte er in Traralgon auch sein erstes Challenger-Halbfinale. Im März 2020 stieg er auf sein Karrierehoch von Platz 316 im Doppel und Rang 702 im Einzel. 2020 und 2022 gewann er im Doppel je einen weiteren Doppeltitel, verlor in der Weltrangliste aber an Boden.
Anfang 2022 gab er sein Debüt auf der ATP Tour, als er eine Wildcard im Doppel des Turniers in Adelaide bekam. Dort unterlag er an der Seite von Harry Bourchier zum Auftakt.